# Nagroda Brytyjskiej Akademii Filmowej za najlepsze zdjęcia
Nagroda BAFTA za najlepsze zdjęcia przyznawana jest od 1964 roku. Do 1967 przyznawano za zdjęcia czarno-białe i kolorowe.

## Lista zwycięzców

### Lata 60.

#### Najlepsze zdjęcia czarno-białe
1963: Douglas Slocombe – Służący

nominacje:
- Christopher Challis – Zwycięzcy
- Denys N. Coop – Billy kłamca
- Gerald Gibbs – Station Six-Sahara
- Mutz Greenbaum – W niebie na mnie czekają

1964: Oswald Morris – Zjadacz dyń

nominacje:
- Denys N. Coop – Za króla i ojczyznę
- Douglas Slocombe – Guns at Batasi
- Gerry Turpin – Seans w deszczowe popołudnie

1965: Oswald Morris – Wzgórze

nominacje:
- Kenneth Higgins – Darling
- Gilbert Taylor – Wstręt
- David Watkin – Sposób na kobiety

1966: Oswald Morris – Szpieg, który przyszedł z zimnej strefy

nominacje
- Denys N. Coop – Bunny Lake zaginęła
- Kenneth Higgins – Georgy Girl
- Gilbert Taylor – Matnia

1967: Gerry Turpin – Szepczące ściany

nominacje:
- Raoul Coutard – Marynarz z Gibraltaru
- Wolfgang Suschitzky – Ulisses
- David Watkin – Mademoiselle

#### Najlepsze zdjęcia kolorowe
1963: Ted Moore – Pozdrowienia z Moskwy

nominacje:
- Jack Asher – Karmazynowe ostrze
- Jack Hildyard – Z życia VIP-ów
- Erwin Hillier – Podróż na południe
- Arthur Ibbetson – Nine Hours to Rama
- Robert Krasker – Człowiek ucieka
- Geoffrey Unsworth – Tamahine

1964: Geoffrey Unsworth – Becket

nominacje:
- Jack Hildyard – Żółty Rolls-Royce
- Arthur Ibbetson – The Chalk Garden
- Nicolas Roeg – Nothing But the Best
- Freddie Young – The 7th Dawn

1965: Otto Heller – Teczka Ipcress

nominacje:
- Christopher Challis – Ci wspaniali mężczyźni w swych latających maszynach
- David Watkin – Help!
- Freddie Young – Lord Jim

1966: Christopher Challis – Arabeska

nominacje
- Otto Heller – Alfie
- Jack Hildyard – Modesty Blaise
- Douglas Slocombe – Błękitny Max

1967: Ted Moore – Oto jest głowa zdrajcy

nominacje:
- Carlo Di Palma – Powiększenie
- Nicolas Roeg – Z dala od zgiełku
- Freddie Young – Śmiertelna sprawa

### Najlepsze zdjęcia
1968: Geoffrey Unsworth–2001: Odyseja kosmiczna

nominacje:
- Jörgen Persson – Miłość Elwiry Madigan
- Douglas Slocombe – Lew w zimie
- David Watkin – Szarża lekkiej brygady

1969: Gerry Turpin – Och! Co za urocza wojenka

nominacje:
- William A. Fraker – Bullitt
- Harry Stradling Sr. – Hello, Dolly!
- Harry Stradling Sr. – Zabawna dziewczyna
- Billy Williams – Mag
- Billy Williams – Zakochane kobiety

### Lata 70
1970: Conrad L. Hall – Butch Cassidy i Sundance Kid

nominacje:
- Armando Nannuzzi – Waterloo
- David Watkin – Paragraf 22
- Freddie Young – Córka Ryana

1971: Pasqualino De Santis – Śmierć w Wenecji

nominacje:
- Gerry Fisher – Posłaniec
- Oswald Morris – Skrzypek na dachu
- Billy Williams – Ta przeklęta niedziela

1972: Geoffrey Unsworth – Kabaret i Przygody Alicji w krainie czarów

nominacje
- John Alcott – Mechaniczna pomarańcza
- Ennio Guarnieri – Ogród Finzi-Continich
- Vilmos Zsigmond – McCabe i pani Miller
- Vilmos Zsigmond – Obrazy
- Vilmos Zsigmond – Uwolnienie

1973: Anthony B. Richmond – Nie oglądaj się teraz

nominacje:
- Oswald Morris – Detektyw
- Sven Nykvist – Szepty i krzyki
- Douglas Slocombe – Jesus Christ Superstar
- Douglas Slocombe – Podróże z moją ciotką

1974: Douglas Slocombe – Wielki Gatsby

nominacje:
- John A. Alonzo – Chinatown
- Geoffrey Unsworth – Morderstwo w Orient Expressie
- Geoffrey Unsworth – Zardoz
- David Watkin – Trzej muszkieterowie

1975: John Alcott – Barry Lyndon

nominacje:
- Fred J. Koenekamp – Płonący wieżowiec
- Oswald Morris – Człowiek, który chciał być królem
- Douglas Slocombe – Rollerball

1976: Russell Boyd – Piknik pod Wiszącą Skałą

nominacje:
- Gerry Fisher, Peter Allwork – Asy przestworzy
- Haskell Wexler, Bill Butler, William A. Fraker – Lot nad kukułczym gniazdem
- Gordon Willis – Wszyscy ludzie prezydenta

1977: Geoffrey Unsworth – O jeden most za daleko

nominacje:
- Christopher Challis – Głębia
- Giuseppe Rotunno – Casanova
- Peter Suschitzky – Valentino

1978: Douglas Slocombe – Julia

nominacje:
- Frank Tidy – Pojedynek
- Geoffrey Unsworth – Superman
- Vilmos Zsigmond – Bliskie spotkania trzeciego stopnia

1979: Vilmos Zsigmond – Łowca jeleni

nominacje:
- Dick Bush – Jankesi
- Vittorio Storaro – Czas apokalipsy
- Gordon Willis – Manhattan

### Lata 80
1980: Giuseppe Rotunno – Cały ten zgiełk

nominacje:
- Caleb Deschanel – Czarny rumak
- Freddie Francis – Człowiek słoń
- Takao Saitô, Masaharu Ueda – Sobowtór

1981: Geoffrey Unsworth, Ghislain Cloquet – Tess

nominacje:
- Freddie Francis – Kochanica Francuza
- Douglas Slocombe – Poszukiwacze zaginionej Arki
- David Watkin – Rydwany ognia

1982: Jordan Cronenweth – Łowca androidów

nominacje:
- Allen Daviau – E.T.
- Vittorio Storaro – Czerwoni
- Billy Williams, Ronnie Taylor – Gandhi

1983: Sven Nykvist – Fanny i Aleksander

nominacje:
- Walter Lassally – W upale i kurzu
- Chris Menges – Biznesmen i gwiazdy
- Gordon Willis – Zelig

1984: Chris Menges – Pola śmierci

nominacje:
- John Alcott – Greystoke: Legenda Tarzana, władcy małp
- Tonino Delli Colli – Dawno temu w Ameryce
- Douglas Slocombe – Indiana Jones i Świątynia Zagłady

1985: Miroslav Ondříček – Amadeusz

nominacje:
- Ernest Day – Podróż do Indii
- Philippe Rousselot – Szmaragdowy las
- John Seale – Świadek

1986: David Watkin – Pożegnanie z Afryką

nominacje:
- Chris Menges – Misja
- Tony Pierce-Roberts – Pokój z widokiem
- Takao Saitô, Masaharu Ueda – Ran

1987: Bruno Nuytten – Jean de Florette

nominacje:
- Robert Richardson – Pluton
- Philippe Rousselot – Nadzieja i chwała
- Ronnie Taylor – Krzyk wolności

1988: Allen Daviau – Imperium słońca

nominacje:
- Dean Cundey – Kto wrobił królika Rogera?
- Henning Kristiansen – Uczta Babette
- Vittorio Storaro – Ostatni cesarz

1989: Peter Biziou – Missisipi w ogniu

nominacje:
- Kenneth MacMillan – Henryk V
- Philippe Rousselot – Niedźwiadek
- Philippe Rousselot – Niebezpieczne związki
- John Seale, Alan Root – Goryle we mgle

### Lata 90
1990: Vittorio Storaro – Pod osłoną nieba

nominacje:
- Michael Ballhaus – Chłopcy z ferajny
- Freddie Francis – Chwała
- Blasco Giurato – Cinema Paradiso

1991: Pierre Lhomme – Cyrano de Bergerac

nominacje:
- Adrian Biddle – Thelma i Louise
- Tak Fujimoto – Milczenie owiec
- Dean Semler – Tańczący z wilkami

1992: Dante Spinotti – Ostatni Mohikanin

nominacje:
- Freddie Francis – Przylądek strachu
- Jack N. Green – Bez przebaczenia
- Tony Pierce-Roberts – Powrót do Howards End

1993: Janusz Kamiński – Lista Schindlera

nominacje:
- Michael Ballhaus – Wiek niewinności
- Stuart Dryburgh – Fortepian
- Tony Pierce-Roberts – Okruchy dnia

1994: Philippe Rousselot – Wywiad z wampirem

nominacje:
- Brian J. Breheny – Priscilla, królowa pustyni
- Don Burgess – Forrest Gump
- Andrzej Sekuła – Pulp Fiction

1995: John Toll – Braveheart. Waleczne serce

nominacje:
- Michael Coulter – Rozważna i romantyczna
- Dean Cundey – Apollo 13
- Andrew Dunn – Szaleństwo króla Jerzego

1996: John Seale – Angielski pacjent

nominacje:
- Roger Deakins – Fargo
- Darius Khondji – Evita
- Chris Menges – Michael Collins

1997: Eduardo Serra – Miłość i śmierć w Wenecji

nominacje:
- Russell Carpenter – Titanic
- Donald McAlpine – Romeo i Julia
- Dante Spinotti – Tajemnice Los Angeles

1998: Remi Adefarasin – Elizabeth

nominacje:
- Peter Biziou – Truman Show
- Richard Greatrex – Zakochany Szekspir
- Janusz Kamiński – Szeregowiec Ryan

1999: Conrad L. Hall – American Beauty

nominacje:
- Bill Pope – Matrix
- Roger Pratt – Koniec romansu
- John Seale – Utalentowany pan Ripley
- Michael Seresin – Prochy Angeli

### 2000–2009
2000: John Mathieson – Gladiator

nominacje:
- Roger Deakins – Bracie, gdzie jesteś?
- Peter Pau – Przyczajony tygrys, ukryty smok
- Roger Pratt – Czekolada
- Brian Tufano – Billy Elliot

2001: Roger Deakins – Człowiek którego nie było

nominacje:
- Bruno Delbonnel – Amelia
- Sławomir Idziak – Helikopter w ogniu
- Andrew Lesnie – Władca Pierścieni: Drużyna Pierścienia
- Donald McAlpine – Moulin Rouge!

2002: Conrad L. Hall – Droga do zatracenia

nominacje:
- Michael Ballhaus – Gangi Nowego Jorku
- Dion Beebe – Chicago
- Paweł Edelman – Pianista
- Andrew Lesnie – Władca Pierścieni: Dwie wieże

2003: Andrew Lesnie – Władca Pierścieni: Powrót króla

nominacje:
- Lance Acord – Między słowami
- Russell Boyd – Pan i władca: Na krańcu świata
- John Seale – Wzgórze nadziei
- Eduardo Serra – Dziewczyna z perłą

2004: Dion Beebe, Paul Cameron – Zakładnik

nominacje:
- Eric Gautier – Dzienniki motocyklowe
- Robert Richardson – Aviator
- Roberto Schaefer – Marzyciel
- Zhao Xiaoding – Dom latających sztyletów

2005: Dion Beebe – Wyznania gejszy

nominacje:
- Laurent Chalet, Jérôme Maison – Marsz pingwinów
- César Charlone – Wierny ogrodnik
- J. Michael Muro – Miasto gniewu
- Rodrigo Prieto – Tajemnica Brokeback Mountain

2006: Emmanuel Lubezki – Ludzkie dzieci

nominacje:
- Barry Ackroyd – Lot 93
- Phil Meheux – Casino Royale
- Guillermo Navarro – Labirynt fauna
- Rodrigo Prieto – Babel

2007: Roger Deakins – To nie jest kraj dla starych ludzi

nominacje:
- Robert Elswit – Aż poleje się krew
- Seamus McGarvey – Pokuta
- Harris Savides – Amerykański gangster
- Oliver Wood – Ultimatum Bourne’a

2008: Anthony Dod Mantle – Slumdog. Milioner z ulicy

nominacje:
- Chris Menges, Roger Deakins – Lektor
- Claudio Miranda – Ciekawy przypadek Benjamina Buttona
- Wally Pfister – Mroczny Rycerz
- Tom Stern – Oszukana

2009: Barry Ackroyd – The Hurt Locker. W pułapce wojny
- Mauro Fiore – Avatar
- Robert Richardson – Bękarty wojny
- Javier Aguirresarobe – Droga
- Trent Opaloch – Dystrykt 9

### 2010–2019
2010: Roger Deakins − Prawdziwe męstwo
- Anthony Dod Mantle i Enrique Chediak − 127 godzin
- Matthew Libatique − Czarny łabędź
- Wally Pfister − Incepcja
- Danny Cohen − Jak zostać królem

2011: Guillaume Schiffman − Artysta
- Janusz Kamiński − Czas wojny
- Jeff Cronenweth − Dziewczyna z tatuażem
- Robert Richardson − Hugo i jego wynalazek
- Hoyte van Hoytema − Szpieg

2012: Claudio Miranda − Życie Pi
- Seamus McGarvey − Anna Karenina
- Danny Cohen − Les Misérables. Nędznicy
- Janusz Kamiński − Lincoln
- Roger Deakins − Skyfall

2013: Emmanuel Lubezki − Grawitacja
- Bruno Delbonnel − Co jest grane, Davis?
- Barry Ackroyd − Kapitan Phillips
- Phedon Papamichael − Nebraska
- Sean Bobbitt − Zniewolony. 12 Years a Slave

2014: Emmanuel Lubezki − Birdman
- Robert Yeoman − Grand Budapest Hotel
- Łukasz Żal i Ryszard Lenczewski − Ida
- Hoyte van Hoytema − Interstellar
- Dick Pope − Pan Turner

2015: Emmanuel Lubezki − Zjawa
- Janusz Kamiński − Most szpiegów
- Edward Lachman − Carol
- John Seale − Mad Max: Na drodze gniewu
- Roger Deakins − Sicario

2016: Linus Sandgren – La La Land
- Bradford Young – Nowy początek
- Giles Nuttgens – Aż do piekła
- Greig Fraser – Lion. Droga do domu
- Seamus McGarvey – Zwierzęta nocy